# Bătălia de la Slankamen
Bătălia de la Slankamen a fost un conflict militar desfășurat pe 19 august 1691, încheiat cu victoria armatelor Sfântului Imperiu Roman.